# Westlake Village
Westlake Village ist eine Stadt im Los Angeles County im US-Bundesstaat Kalifornien. Das U.S. Census Bureau hat bei der Volkszählung 2020 eine Einwohnerzahl von 8.029 ermittelt. Das Stadtgebiet hat eine Größe von 14,7 km². Es grenzt unmittelbar an die westlich liegende Stadt Thousand Oaks, die schon zum Ventura County gehört. Sie wurde ab 1963 als Planstadt auf einer 12.000 Acre großen Ranch von dem Unternehmer Daniel K. Ludwig, Besitzer der American Hawaiian Steamship Company, errichtet.
Die Stadt ist Sitz der Dole Food Company und des Schuhherstellers K-Swiss. 

## Söhne und Töchter der Stadt
- Eric Wynalda (* 1969), Fußballspieler
- Tom Lenk (* 1976), Schauspieler
- Tina Majorino (* 1985), Filmschauspielerin
- Kara Pacitto (* 1989), Schauspielerin
- Jonathan Lipnicki (* 1990), Filmschauspieler
- Joshua Crumbly (* 1991), Jazzmusiker
- Ari Stidham (* 1992), Filmschauspieler und Musiker

## Nachweise
1. ↑  Explore Census Data Total Population in Westlake Village city, California. Abgerufen am 6. Februar 2023.
2. ↑  Westlake Village laconservancy.org, abgerufen am 24. August 2020 (englisch)